# Paso de los Libres Airport
Paso de los Libres Airport är en flygplats i Argentina. Den ligger i den nordöstra delen av landet, 600 km norr om huvudstaden Buenos Aires. Paso de los Libres Airport ligger 70 meter över havet.
Terrängen runt Paso de los Libres Airport är platt. Närmaste större samhälle är Paso de los Libres, 6,7 km öster om Paso de los Libres Airport.
Trakten runt Paso de los Libres Airport består i huvudsak av gräsmarker. Runt Paso de los Libres Airport är det ganska glesbefolkat, med 26 invånare per kvadratkilometer.